# Hockeria aligarhensis
Hockeria aligarhensis är en stekelart som beskrevs av Roger Roy och Farooqi 1984. Hockeria aligarhensis ingår i släktet Hockeria och familjen bredlårsteklar. Inga underarter finns listade i Catalogue of Life.